# Judentum in Portugal

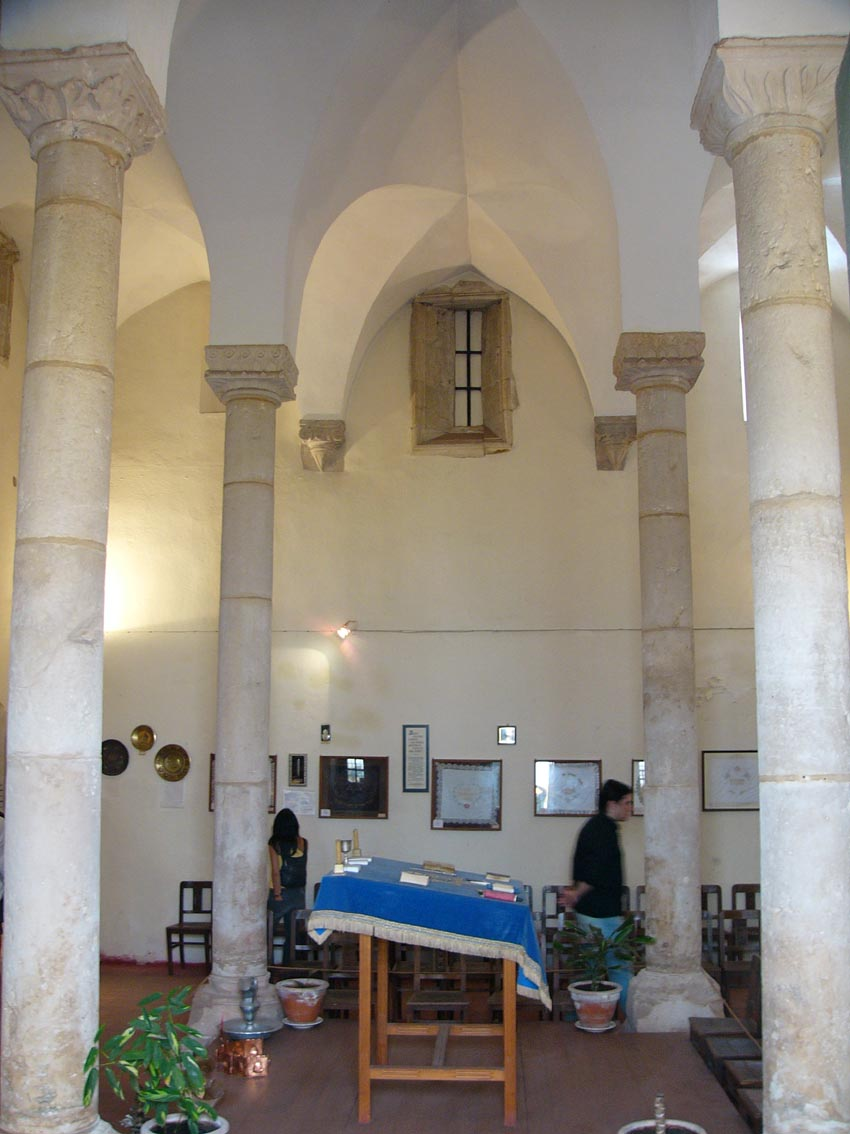
In der Synagoge von Tomar

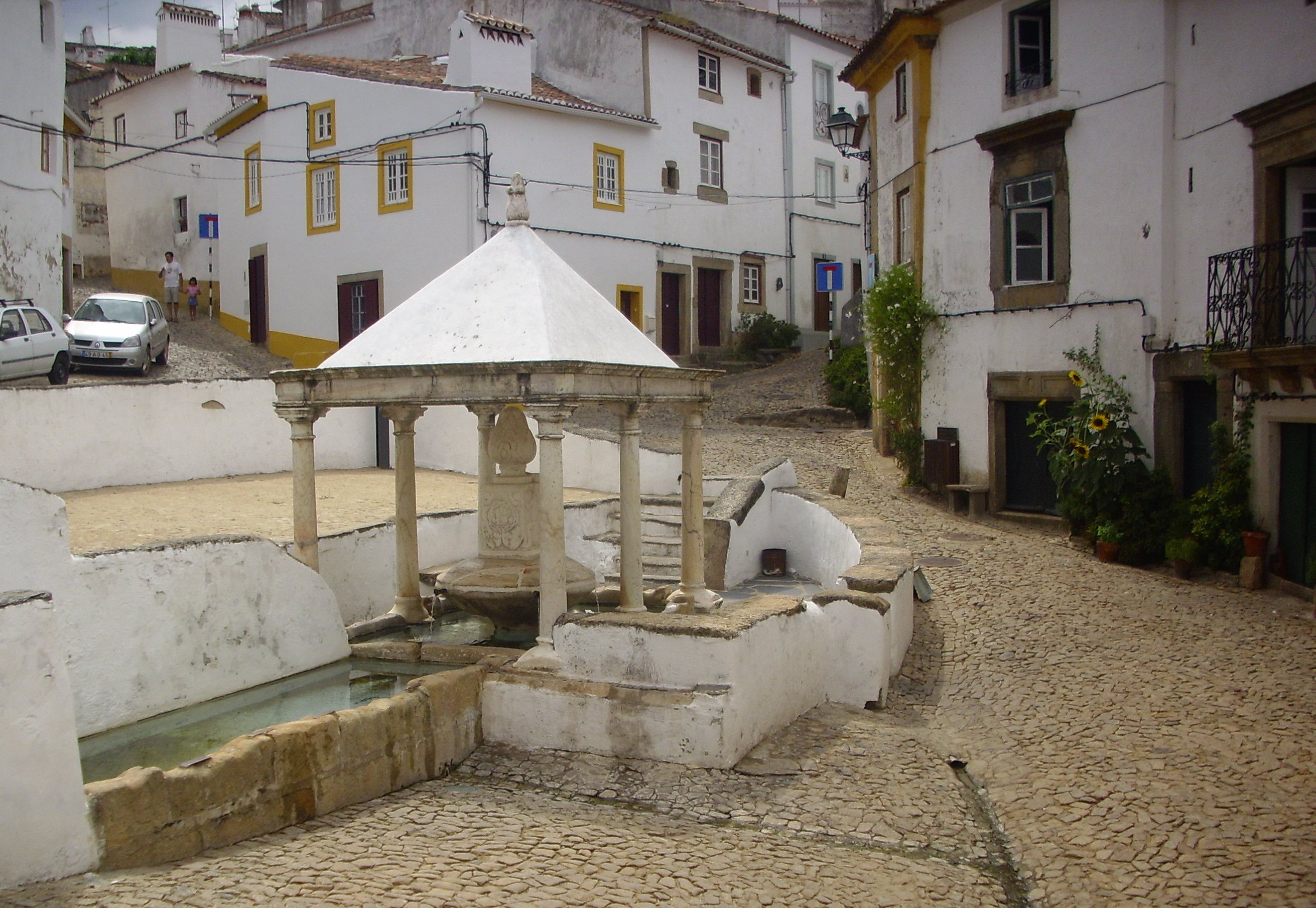
Brunnen im Judenviertel von Castelo de Vide

Das Judentum in Portugal hat mit der Ankunft der ersten Juden zur Zeit des Römischen Reiches im heutigen Portugal vergleichsweise früh begonnen. Vom Ende des 15. bis zum 18. Jahrhundert wurden Juden hart verfolgt. Im Zweiten Weltkrieg wurde das Land eine Zufluchtsstätte.

## Geschichte

### Antike und arabische Zeit
Archäologisch belegt ist die Präsenz von Juden seit etwa 300 n. Chr. Sogenannte Judengassen und die später Judiarias (deutsch: Judenviertel) bezeichnete Viertel gab es in Portugal bereits zur Zeit der Mauren im Al-Andalus.

### Mittelalter
Unter Alfons I. (Henriques) (1139–85) gab es eine Anzahl jüdischer Distrikte, darunter Lissabon, Oporto, Santarém und Beja. Der jüdische Schatzmeister Yahia ben Rabbi war der erste in der Liste jüdischer Experten in der Staatsverwaltung. Er wurde auch der erste Oberrabbiner der jüdischen Gemeinschaft.
Bis zum 16. Jahrhundert bildeten die Juden eine kleine Minderheit, die in sogenannten comunas (dt.: Kommunen) organisiert waren und in den Städten lebten. Mit der kleinen Gruppe reicher Bankiers, Kaufleute und öffentlicher Amtsinhaber, der größeren Gruppe Handwerker (insbesondere Schneider, Schmiede, Goldschmiede und Schuhmacher) und der kleineren Gruppe Besitzloser lassen sich mindestens drei gesellschaftliche Schichten erkennen. Sie mussten in durch Mauern oder Zäune von den Christen abgesonderten Vierteln leben, den Judiarias, die inmitten der Städte lagen und deren Tore nachts abgesperrt wurden. Innerhalb dieser besaßen sie jedoch ihre Synagogen, Bäder und ihr Gemeindeleben. Die außerhalb der Stadtmauern gelegenen islamischen Viertel hießen in Abgrenzung Mouraria (nach Mouros, portugiesisch für: Mauren).

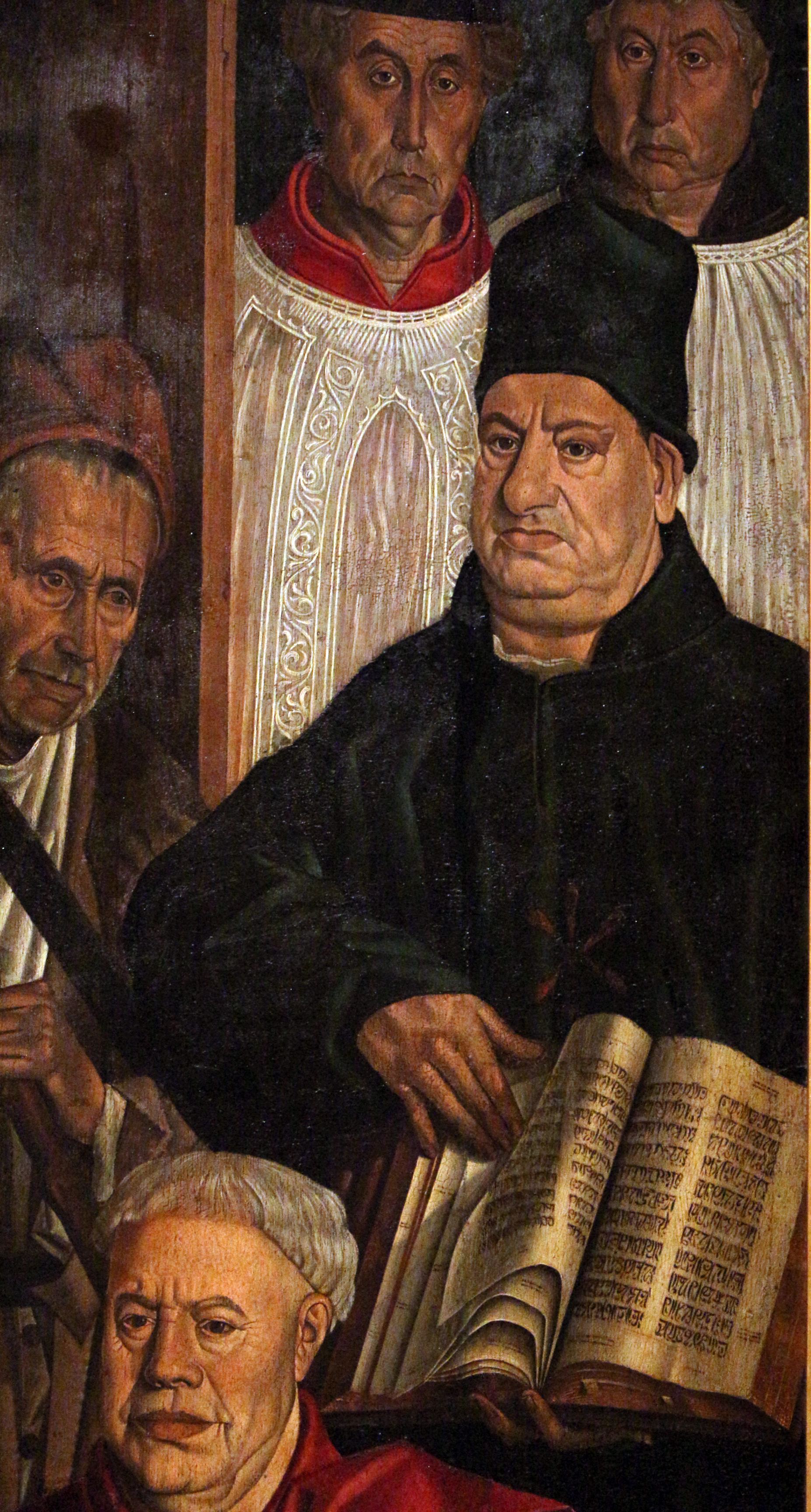
Oberrabbiner zeigt hebräisches Altes Testament (1460)

Der Renaissancemaler Nuno Gonçalves malte um 1460 den Oberrabbiner mit dem Pentateuch in der Hand wie selbstverständlich in sein Gemälde der Anbetung des heiligen Vinzenz, des Nationalheiligen Portugals.
Juden waren im 15. Jahrhundert maßgeblich beteiligt an Portugals „Öffnung der Welt“, so der Entdecker der Insel Madeira, João Gonçalves Zarco, der Kartograph Jehuda Cresques, der Astronom und Mathematiker Abraham Zacuto, die Kartographen Rui Faleiro und José Vizinho, der Seefahrer und Chronist Fernão Mendes Pinto („Peregrinação“). Kolumbus selbst war mit einer portugiesischen Sefardin, der Tochter des Gouverneurs von Madeira, Filipa Moniz Perestrelo, verheiratet.

### „Neuchristen“ von 1492 bis zum 19. Jahrhundert
Während zuvor in Portugal die jüdischen Gemeinden vergleichsweise unbehelligt lebten, kamen, nachdem die katholischen Könige Isabella von Kastilien und Ferdinand II. von Aragon mit dem Alhambra-Edikt 1492 die Juden vertrieben hatten, über 50.000 Juden über die Grenze nach Portugal, gegen Zahlung beträchtlicher Geldsummen an die portugiesische Krone. König João II. ließ sie jedoch nur noch für acht Monate ins Land. Viele Juden verließen Portugal danach wieder, andere wurden eingesperrt, und nur 600 der Reichsten und Mächtigsten erhielten für 100 Cruzados eine Aufenthaltserlaubnis.

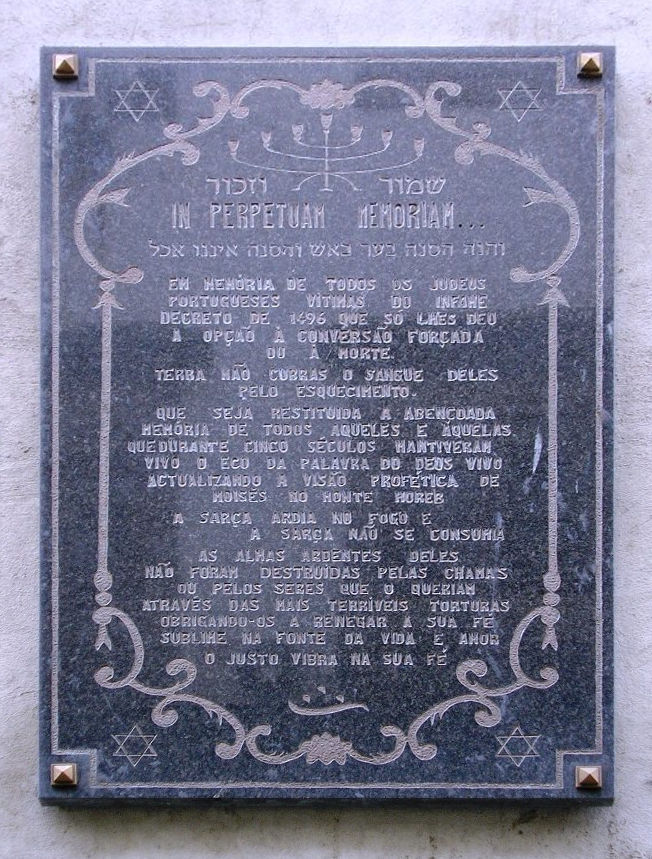
Gedenktafel in Porto zur Vertreibung der Juden 1496

König Manuel I. ließ die eingesperrten Juden 1495 frei, beschloss auf Druck Kastiliens und der Inquisition jedoch im folgenden Jahr ihre Ausweisung. Von Dezember 1496 bis Oktober 1497 wurden fast alle Juden entweder getauft oder vertrieben, gleichzeitig mit den ebenfalls im Land lebenden Muslimen. Manuel I. wollte am Pessahfest, dem 19. März 1497, künftig allen Kindern unter 14 Jahren verbieten, das Land zu verlassen, woraufhin sich nochmals tausende Juden taufen ließen, um mit ihrem Besitz nicht auch ihre Kinder zurücklassen zu müssen. Diese Konvertiten wurden Neuchristen (portugiesisch: novos-cristãos) oder Marranen genannt und genossen weitgehend denselben rechtlichen Status wie die übrige christliche Bevölkerung. Jedoch waren ihnen bestimmte Nutzungsrechte, öffentliche Ämter und das Einheiraten in adlige Familien untersagt. Zudem kam es oft zu antijüdisch motivierten Pogromen wie beispielsweise zu Ostern 1506, als etwa 2000 Neuchristen im Massaker von Lissabon getötet wurden. Einige elternlos aufwachsende Neuchristen wurden 1497 zur Besiedlung von Ano Bom und São Tomé in den Golf von Guinea verschleppt. Reiche Neuchristen und Juden beteiligten sich unterdessen an der lukrativen Finanzierung des aufkommenden Indienhandels und weitere Expeditionen. Doch 1534 liefen die Gesetze zum Schutz der nach 1496 im Land verbliebenen Juden endgültig aus, ihre Zahl verringerte sich nun weiter, und nach der Einführung der Inquisition in Portugal 1536 sahen sich auch viele Neuchristen zur Emigration gezwungen.
Die zunehmende Rivalität zwischen Arabern und Portugiesen im Handel und auf den Weltmeeren verschärfte die religiöse Intoleranz, die sich gegen Muslime und Juden bzw. muslimisch- und jüdischstämmige Neuchristen gleichermaßen richtete, auch in Portugal selbst. Die Situation entspannte sich erst, nachdem es 1580 zur Personalunion des Königreiches mit Spanien kam, mit verbesserten Ausweichmöglichkeiten innerhalb eines nun größeren Staatsgebildes und der Ablenkung der Obrigkeit durch neue innere Aufgaben und Konflikte. Einen Ausweg bot aber weiterhin auch die Emigration. Einige Händler zogen nach Antwerpen, Kolín (etwa Rodrigues d’Évora, Ximenes, Álvaro Dinis, Álvares Caldeira) und Hamburg. 1601 erlaubte ein Abkommen mit dem spanischen König die Ansiedlung und Handelstätigkeit von Juden in der Kolonie Guinea. 1605 erließ der Papst eine Generalamnestie für die Marranen in Portugal, durch die 400 Gefangene freikamen. Die Marranen mussten eine Steuerzahlung von 1,7 Mio. Cruzados leisten, die dazu dienten, die portugiesische Flotte im Indischen Ozean aufzurüsten. Trotzdem profitierten in dieser Zeit einige neuchristliche Familien erheblich vom Handel Portugals mit der Welt.
Im Verlauf des Restaurationskrieges zur Wiederherstellung der portugiesischen Unabhängigkeit 1640 waren reiche Marranen als Finanziers ein wichtiger Faktor, weswegen der Besitz von von der Inquisition verurteilten Neuchristen zwischen 1649 und 1659 unangetastet blieb. Dabei warb das Königshaus auch um Investitionen der vielen vor allem in die Niederlande (siehe Portugiesische Synagoge Amsterdams) und nach Hamburg Ausgewanderten, z. B. unter Einsatz von António Vieira, was die Position der Marranen weiter entlastete.
Ende des 18. Jahrhunderts, im Zeitalter der Aufklärung, lockerte sich schließlich der Druck auf die verbliebenen Juden und Marranen, die Inquisition und der Jesuitenorden wurden zum Feindbild der Modernisierer Portugals, zu denen insbesondere der Marquês de Pombal gehörte. Dennoch blieb die Zahl der Juden im Land jedoch relativ gering und nahm erst ab 1800 leicht zu. Der in London ansässige Bankier Isaac Lyon Goldsmid wurde von der portugiesischen Regierung 1846 sogar zum Baron von Palmeira ernannt.

### 20. und 21. Jahrhundert
Im Zweiten Weltkrieg wuchs erneut die jüdische Gemeinde im neutral gebliebenen Portugal, es wurde zum Fluchtpunkt für Exilanten, vor allem aber zum Transitland. Heute sind Belmonte, Porto und Lissabon die Zentren der jüdischen Gemeinde in Portugal. In Porto wurde in den 1930er Jahren mit der Sinagoga Kadoorie die größte Synagoge der Iberischen Halbinsel errichtet.
Seit 2015 gilt ein Sondergesetz für sephardische Juden, das es Nachfahren von Vertriebenen erlaubt, die portugiesische Staatsangehörigkeit durch Eintragung zu erhalten. Mit dem Gesetz Nr. 30-A/2015, mit Veröffentlichung im portugiesischen Gesetzblatt am 27. Februar 2015 gültig geworden, vergibt Portugal die Staatsangehörigkeit an Nachfahren der ab 1497 aus Portugal geflohenen Sepharden. Justizministerin Paula Teixeira da Cruz erklärte dazu, diese Maßnahme sei angesichts des historischen Fehlers nur gerecht, wenn sie auch sehr spät komme. Der historische Schaden sei ohnehin nicht zu reparieren.

## Rede de Judiarias
Die Rede de Judiarias (deutsch: Netz der Judenviertel) ist ein Verbund von Orten in Portugal, in denen es historische jüdische Gemeinden gibt oder gab. Durch die einheitliche touristische Vermarktung als Route soll das Interesse an der langen jüdischen Geschichte in Portugal geweckt werden, und das Wissen darum erhalten und verbreitet werden.
Am 17. März 2011 wurde die Rede de Judiarias de Portugal – Rotas de Sefarad (portugiesisch für: Netz der Judenviertel Portugals – Routen des Sepharad) als öffentlicher Verein privaten Rechts mit Sitz in Belmonte gegründet. Der Namenszusatz erinnert an die Sephardim, die früheren jüdischen Gemeinden der Iberischen Halbinsel.